# Кучугуры (Воронежская область)
Кучугуры — село в Нижнедевицком районе Воронежской области.
Входит в состав Кучугуровского сельского поселения.

## История
Село было основано в конце XVII века под названием Верхняя Деви́ца. Однако уже в начале XVIII века у села появляется второе название — Кучугуры, что в переводе с украинского языка, обозначает — небольшие пологие горы, холмы. В XVIII веке село входило в состав Заубленского стана Старооскольского уезда Белгородской губернии.

## География
Расположено на реке Деви́ца.

### Улицы
- ул. Заречная
- ул. Луговая
- ул. Песчаная
- ул. Садовая